# Skyline Tower (München)
Der Skyline Tower (bzw. THE m.pire) ist ein 84,2 Meter hohes Gebäude im Münchner Stadtteil Schwabing. 

## Beschreibung
Der Skyline Tower wurde 2010 fertiggestellt. Bauherr war die Bayerische Hausbau. Architekt war der 2021 verstorbene Helmut Jahn. Die Baukosten betrugen rund 220 Millionen Euro.
Das Gebäude hat 23 Stockwerke, 13.800 Quadratmeter Grundstücks- und 44.000 Quadratmeter Nutzfläche. Amazon München und Osram haben hier den Firmensitz.
Der Skyline Tower liegt im nördlichen Teil der Parkstadt Schwabing, an der Ecke Domagkstraße/Walter-Gropius-Straße, nahe der A9. Der U-Bahnhof Alte Heide ist 500 Meter entfernt.